# 루돌프 폰 알트
루돌프 리터 폰 알트(Rudolf Ritter von Alt, 1812년 8월 28일~1905년 3월 12일)는 오스트리아의 풍경화 및 건축 화가이다. 루돌프 알트라는 이름으로 태어난 그는 1889년 귀족 작위를 받은 뒤 자신을 폰 알트라고 칭하고 독일어로 '훈작사'(勳爵士)를 의미하는 리터(독일어: Ritter)라는 칭호를 갖게 되었다.

## 생애
알트는 비엔나에서 태어났으며, 석판화가인 야코프 알트(1789~1871)의 아들이고, 화가인 프란츠 알트(1821~1914)의 형이다. 그는 비엔나의 빈 미술 아카데미에서 공부했다. 그는 오스트리아 알프스산맥과 이탈리아 북부를 하이킹하며 풍경화에 빠지게 되었고, 수채화를 사용해 매우 사실적이고 세부적으로 그림을 그렸다. 1833년, 그는 이탈리아 베니스와 주변 도시를 방문하고 많은 영감을 받아 여러 건축 그림을 그렸다.

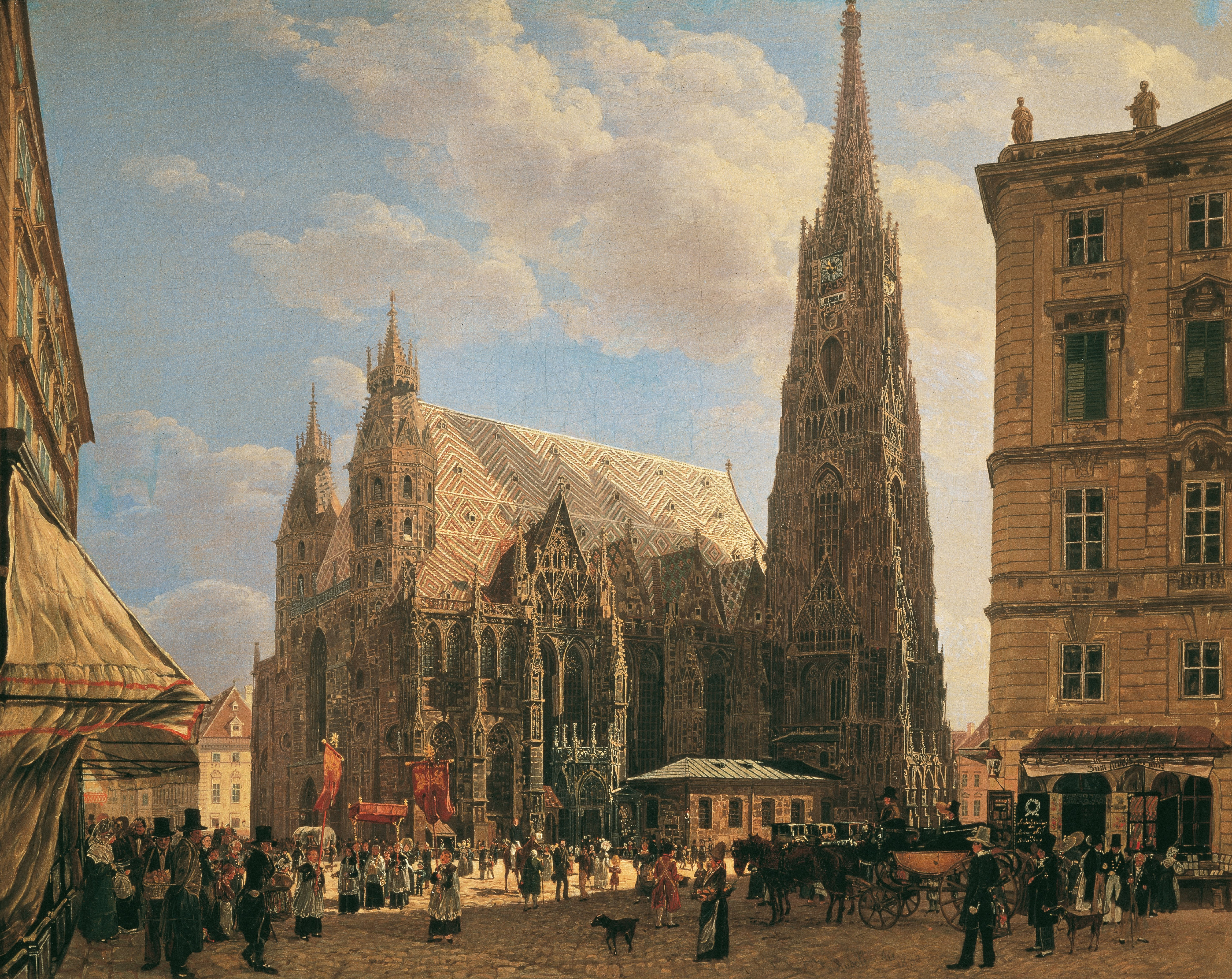
《비엔나의 슈테판 대성당》(Der Stephansdom in Wien), 1832년, 벨베데레 오스트리아 갤러리

알트는 자연만이 갖고 있는 특징을 표현하는 데 뛰어난 재능을 보였다. 그는 하늘의 다양한 색조, 공기와 식물의 색조에 초점을 맞추어 자연을 사실적으로 표현했다. 알트의 후기 작품은 인상주의에 더 가까워졌다. 건축에 대한 그의 관점은 흥미로웠고, 그는 종종 실생활에서 볼 수 있는 사물을 그리곤 했다. 또한 알트는 실내 그림을 그리는 것도 그의 강점 중 하나가 되어 비엔나에서 주목을 받게 되었다.
알트는 로마와 나폴리를 방문하여 한동안 일을 하였고, 롬바르디아, 갈리치아, 보헤미아, 달마티아, 바이에른의 호수를 방문한 후 다시 이탈리아로 여러 차례 돌아갔다. 1863년에 그는 황후의 영지를 그리기 위해 크림반도로 갔고, 1867년에는 시칠리아로 떠났다.
알트는 1905년 비엔나에서 사망했다. 그의 그림 대부분은 비엔나의 여러 박물관에 소장되어 있다. 비엔나의 알베르티나 박물관에서 2005년 9월부터 2006년 1월까지 알트의 회고전이 열리기도 했다.

## 작품

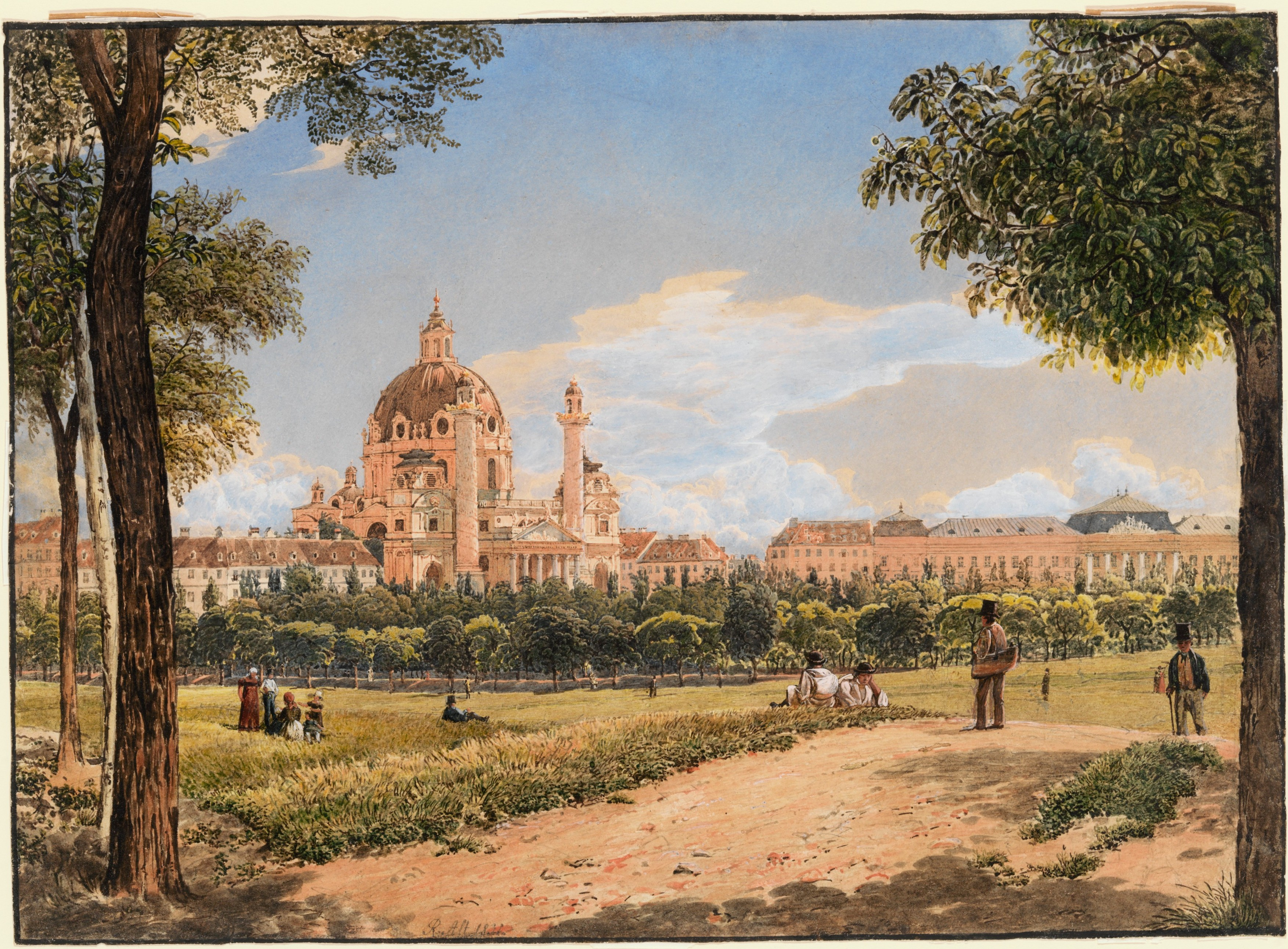
《찰스 교회와 폴리테크닉 연구소 전경》, 1831년, 메트로폴리탄 미술관
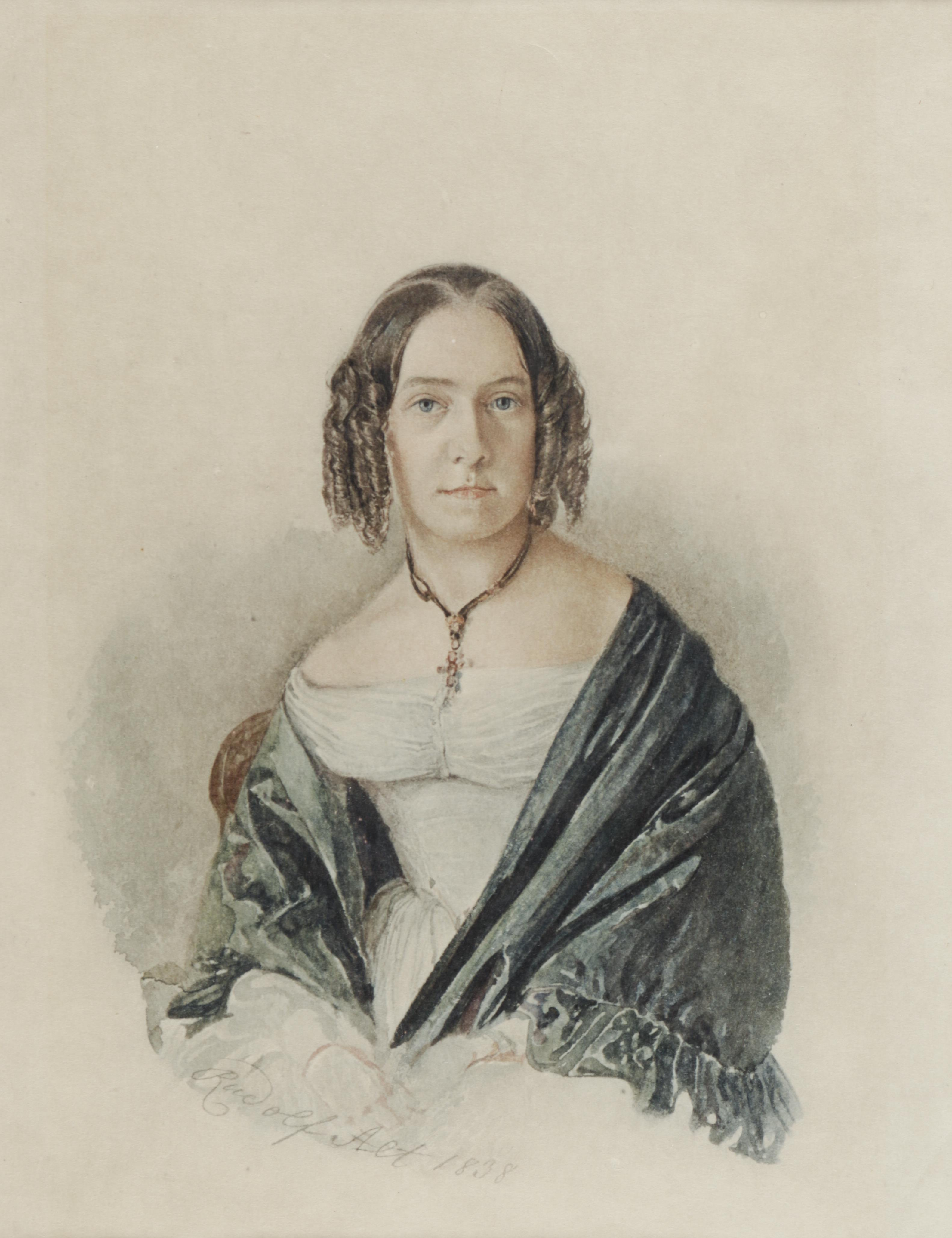
《여성의 초상화》, 1838년
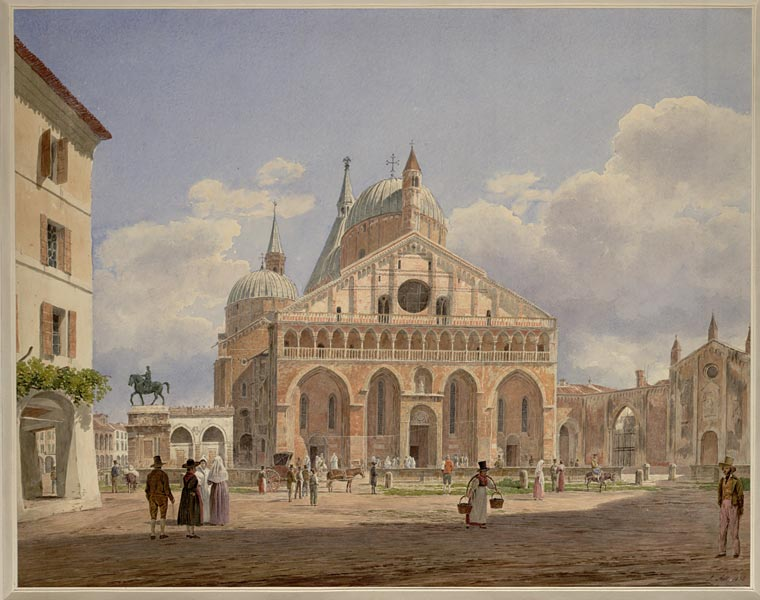
《파두아의 산타토니오》(Sant'Antonio in Padua), 1838년, 알베르티나 박물관
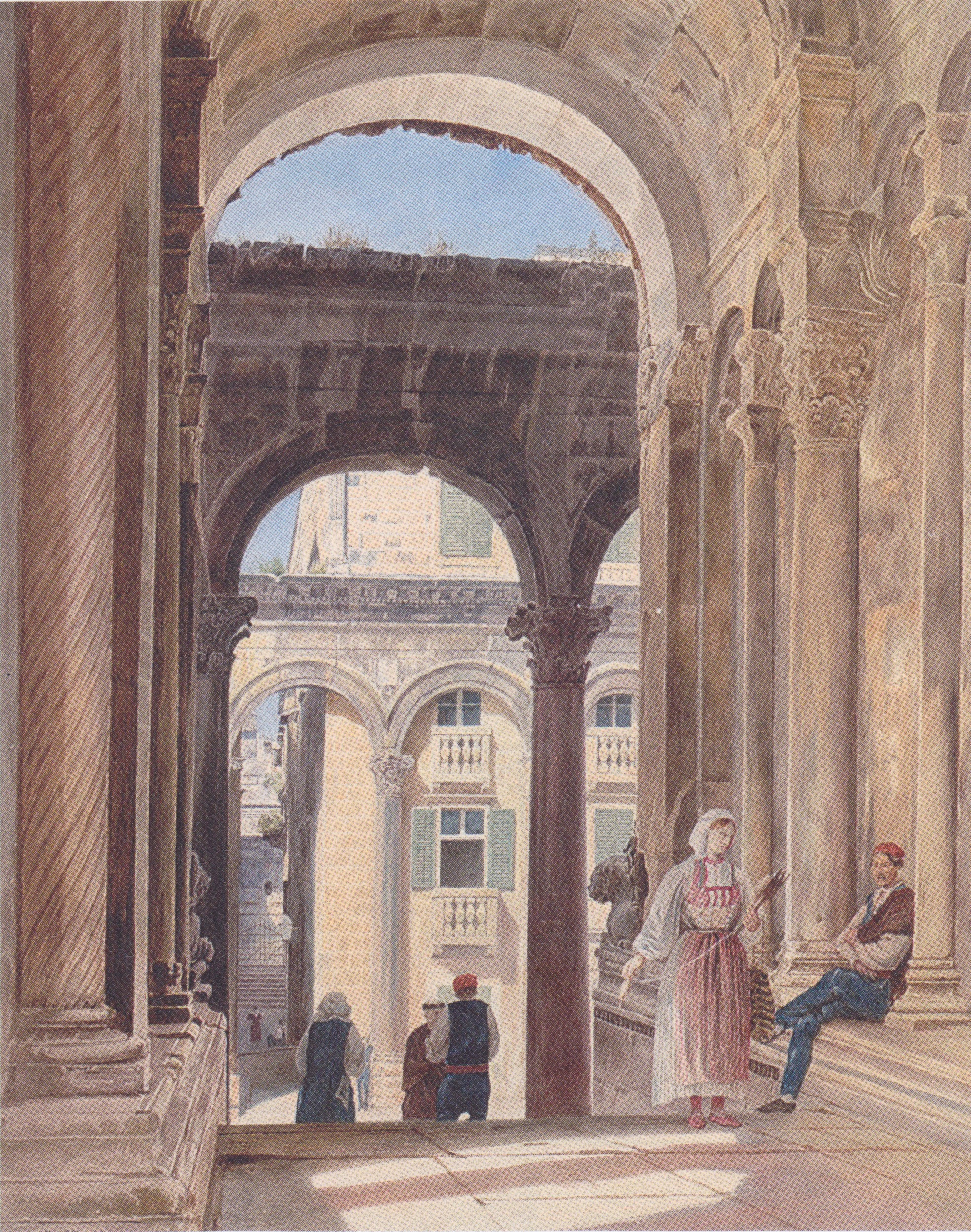
《스팔라토의 디오클레티아 궁전 폐허》, 1841년, 알베르티나 박물관
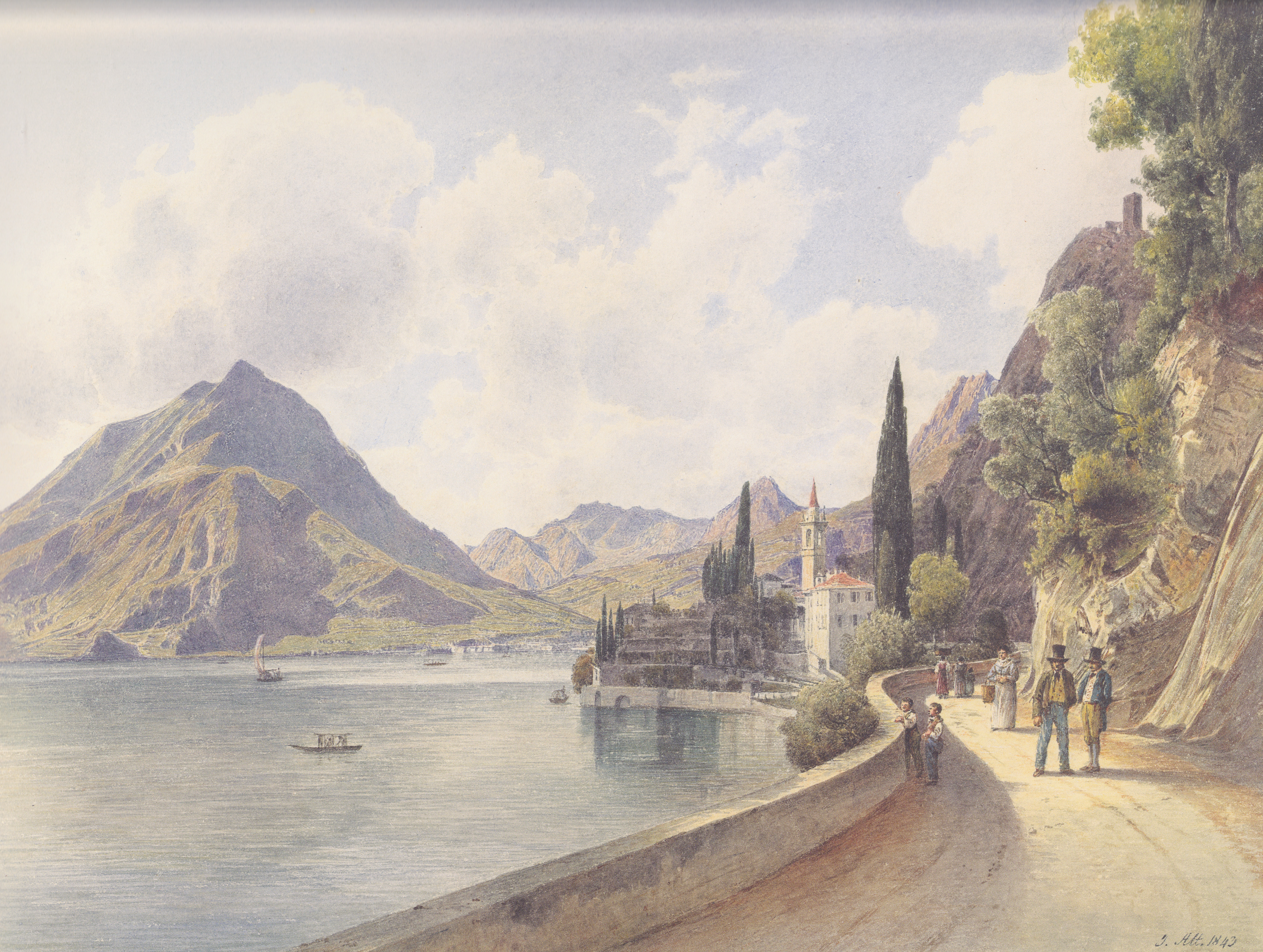
《코모 호수의 바렌나》, 1843년, 알베르티나 박물관
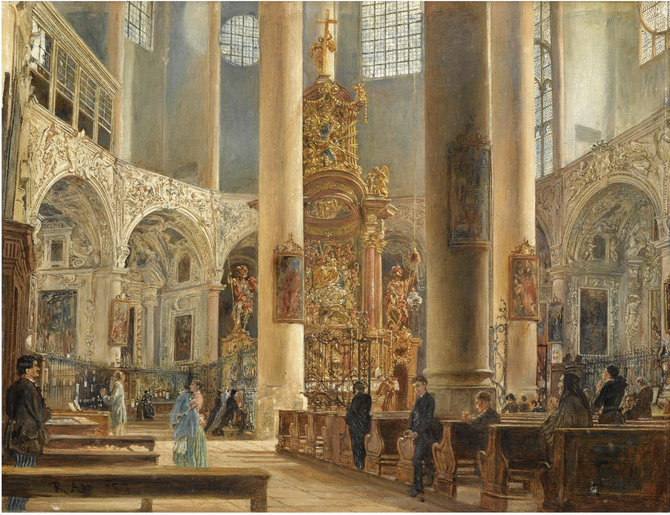
《잘츠부르크 프란치스코 교회 내부》
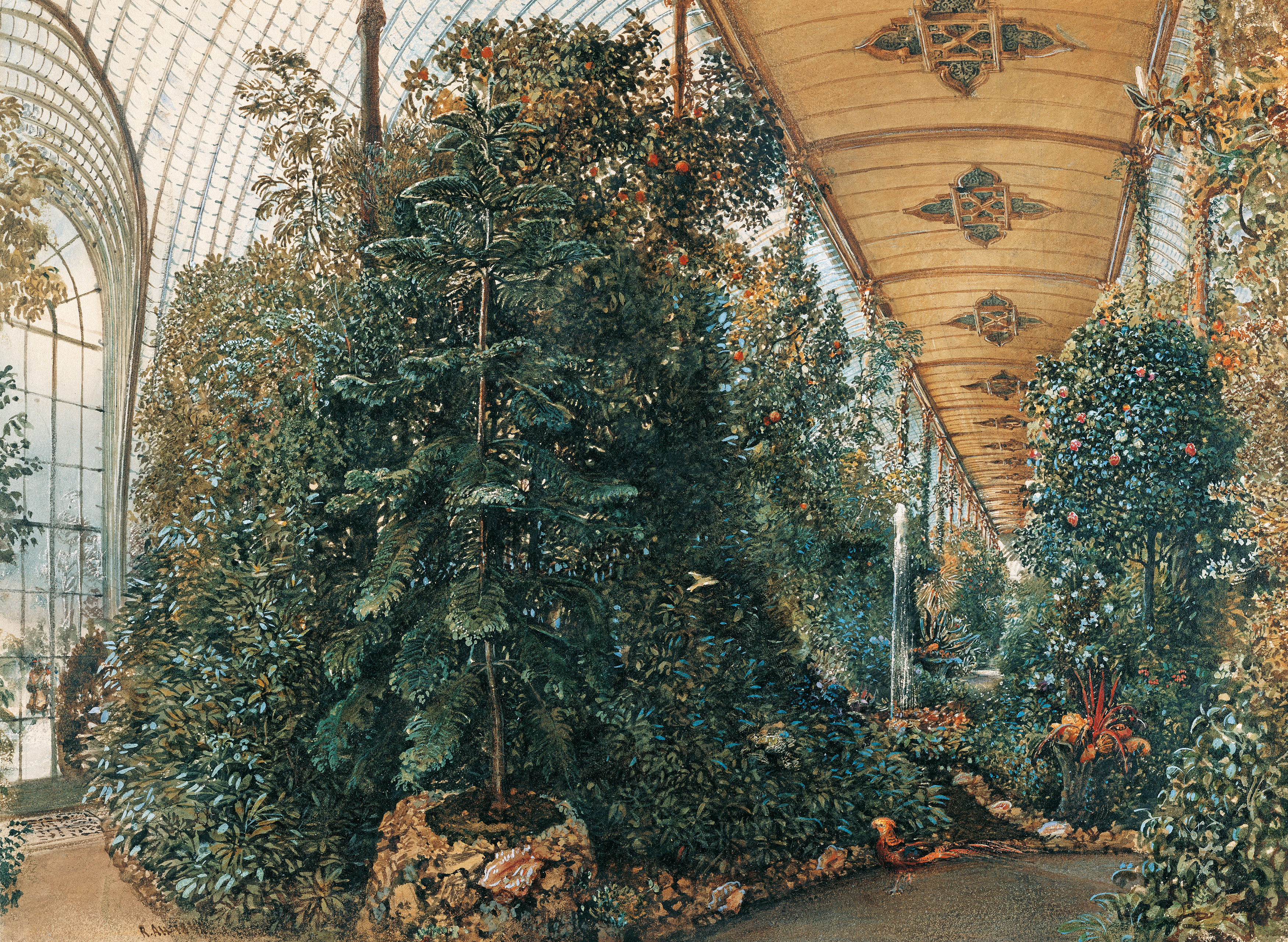
《아이스그루프 성 야자수집 내부경관》, 1842년, 리히텐슈타인 정원궁전
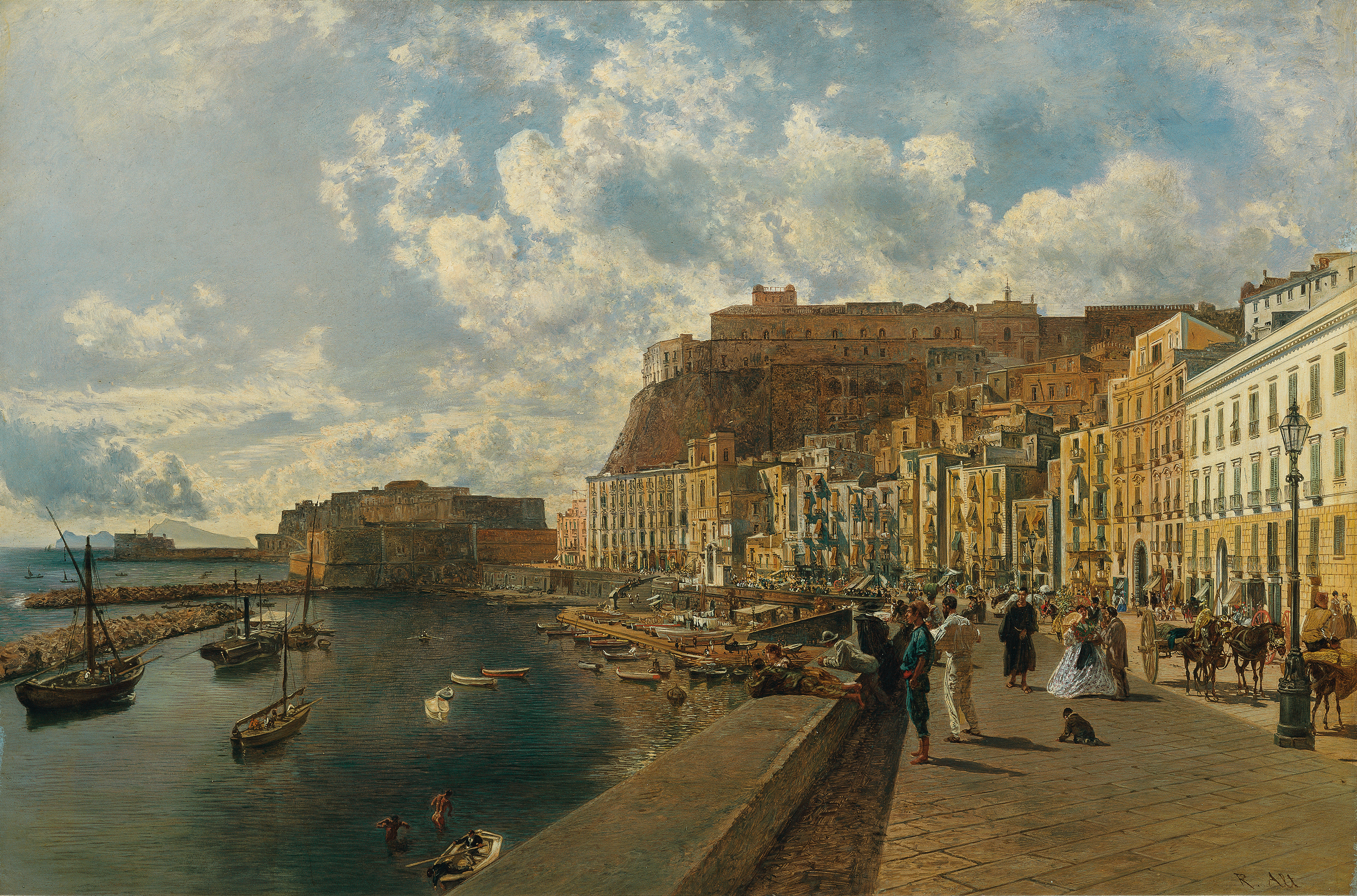
《나폴리의 산타 루치아 해변에서》, 1867년, 벨베데레 오스트리아 갤러리
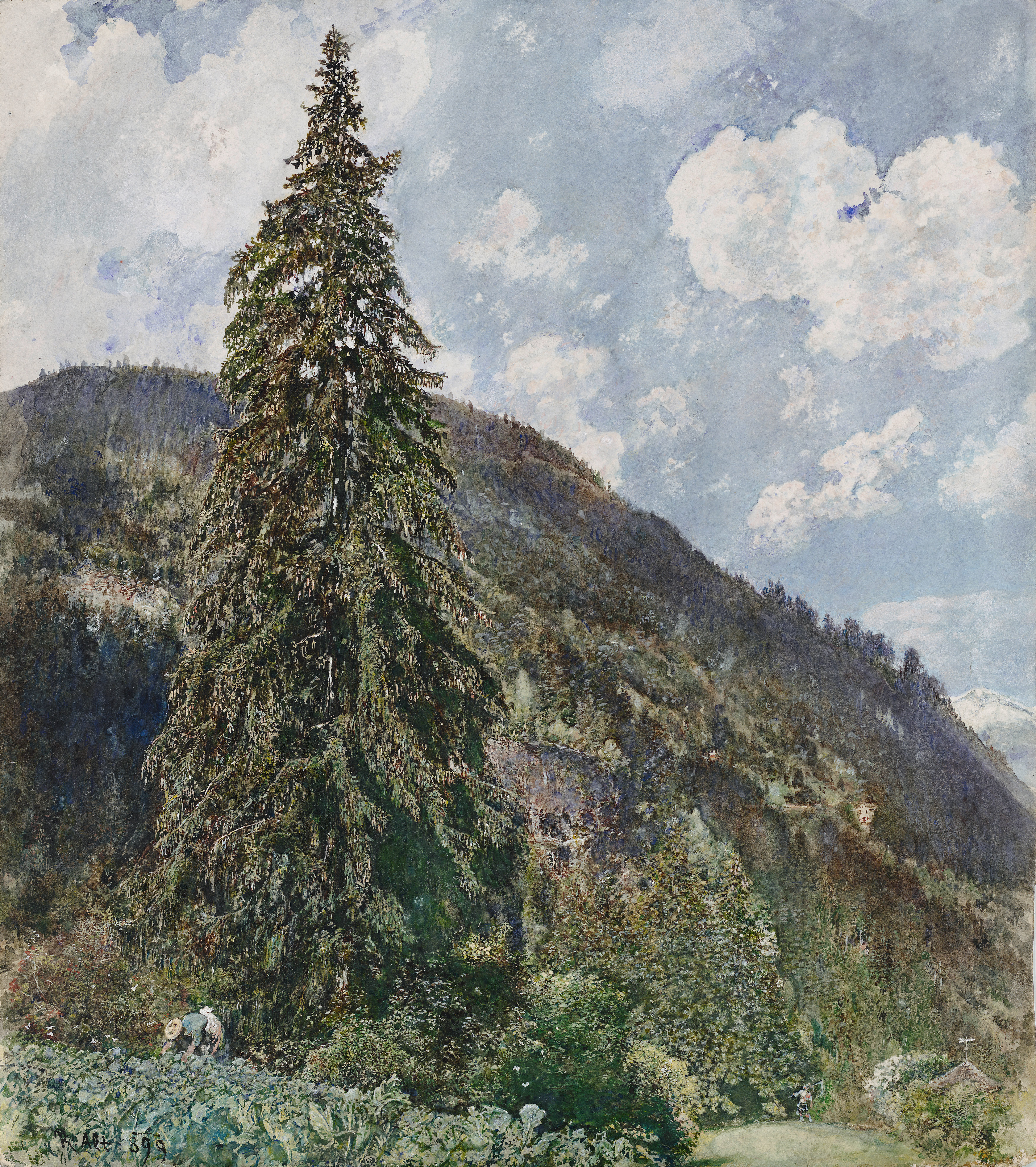
Die alte Fichte in Bad Gastein, 1899년, 레오폴트 미술관